# Edgitha

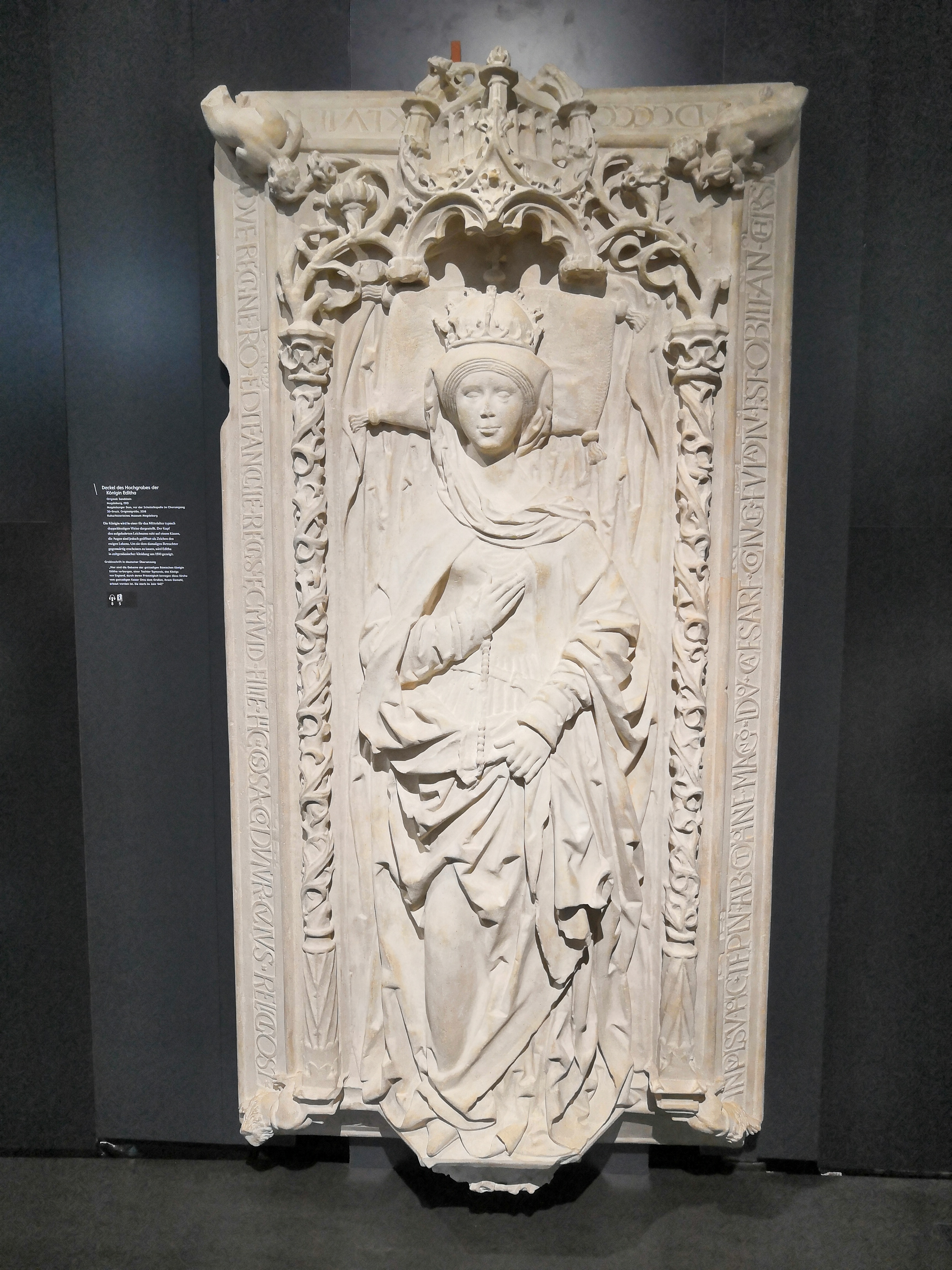
Abbild von Königin Edgitha (Grabplatte im Dommuseum Ottonianum Magdeburg)

Edgitha (auch Eadgyth, Editha, Edgith oder Edith; * 910 in England; † 26. Januar 946 in Magdeburg) war Königin des Ostfrankenreiches und die erste Gemahlin Ottos des Großen. Edgitha war die Tochter Eduards des Älteren von Wessex und Ælflaedas und Halbschwester König Æthelstans. Als Enkelin Alfreds des Großen und Nachfahrin des hl. Oswald entstammte sie dem angesehensten angelsächsischen Geschlecht.

## Leben
Im Jahre 929 entsandte König Heinrich I. eine Delegation nach England, mit der Bitte um eine Braut für Otto, der ungefähr zu diesem Zeitpunkt erstmals als Mitkönig bezeugt ist. Politisches Ziel der Heirat war, die Legitimation der noch jungen Königsherrschaft der Liudolfinger durch die eheliche Verbindung mit dem angelsächsischen Königsgeschlecht zu steigern. Auch zog das ostfränkische Königtum mit dem westfränkischen gleich, dessen König Karl III. bereits zehn Jahre zuvor eine angelsächsische Prinzessin geheiratet hatte. Im angelsächsischen Königsgeschlecht von Wessex gab es eine große Anzahl Prinzessinnen, Otto als Thronfolger des Ostfrankenreichs war ein überaus attraktiver Schwiegersohn, da sowohl das Ostfrankenreich als auch Wessex in den Dänen einen gemeinsamen Feind hatten. Æthelstan schickte daher gleich zwei seiner Halbschwestern als mögliche Bräute zur Auswahl nach Sachsen, Edgitha und deren ältere Schwester Edgiva. Otto entschied sich für Edgitha, die Hrotswit von Gandersheim als „von reiner und edler Stirn, anmutigem Wesen und wahrhaft königlicher Gestalt“ beschrieb. Edgiva reiste mit der angelsächsischen Gesandtschaft weiter nach Burgund, wo sie den Bruder des Königs Rudolf II. heiratete, was die engen Bindungen der Liudolfinger zu den Rudolfingern weiter verstärkte. Edgitha erhielt als Morgengabe die Einkünfte aus Gebieten um Magdeburg, die später den wirtschaftlichen Grundstock des Erzbistums Magdeburg bildeten. Magdeburg war vermutlich der Lieblingsaufenthaltsort des Paares. Nach der Heirat erscheinen Edgitha wie auch Otto bis zum Tod Heinrichs I. nicht in den Quellen. Die Geburten ihrer Kinder Liudolf um 930 und Liutgard um 931 sind geschätzte Zeitangaben.
936 starb Heinrich I., und Edgithas Ehegatte Otto I. wurde in Aachen zum König gekrönt. Der Bericht Widukinds von Corvey erwähnt keine Krönung Edgithas, Thietmar von Merseburg zufolge wurde sie jedoch im Anschluss an die Krönung in einer gesonderten Zeremonie gesalbt. Als Königin erfüllte Edgitha die herkömmlichen Aufgaben als Erste Frau im Reich: Sie intervenierte in Urkunden, meist zugunsten von Reichsklöstern, und kümmerte sich um die Memoria des Geschlechts. In dieser Aufgabe löste sie die Witwe Heinrichs I., Mathilde die Heilige, ab, die zu Edgithas Lebzeiten nur einmal in einer Königsurkunde erscheint. Vermutlich bestand eine Rivalität zwischen dem Mauritiuskloster in Magdeburg, der von Otto und Edgitha neu gegründeten Memorialstiftung, und dem Stift Quedlinburg, der Memorialstiftung Mathildes und Heinrichs I., der Mathilde vorstand. Edgitha reiste mit Otto, soweit dieser nicht auf Feldzug war; während der Kämpfe 939 befand sie sich im Kloster Lorsch.
Edgitha starb 946, anscheinend unerwartet und vergleichsweise jung. Otto soll sehr um sie getrauert haben. Tatsächlich gibt es auch frühere Belege, dass Otto seine Königin sehr schätzte: Als 939 ein Graf für seine Gefolgschaft das Kloster Lorsch forderte, in welchem Edgitha sich aufhielt, antwortete – Liutprand von Cremona zufolge – Otto, indem er Mt. 7,6 zitierte: „Ihr sollt das Heilige nicht den Hunden geben und eure Perlen sollt ihr nicht vor die Säue werfen.“

## Grabmal

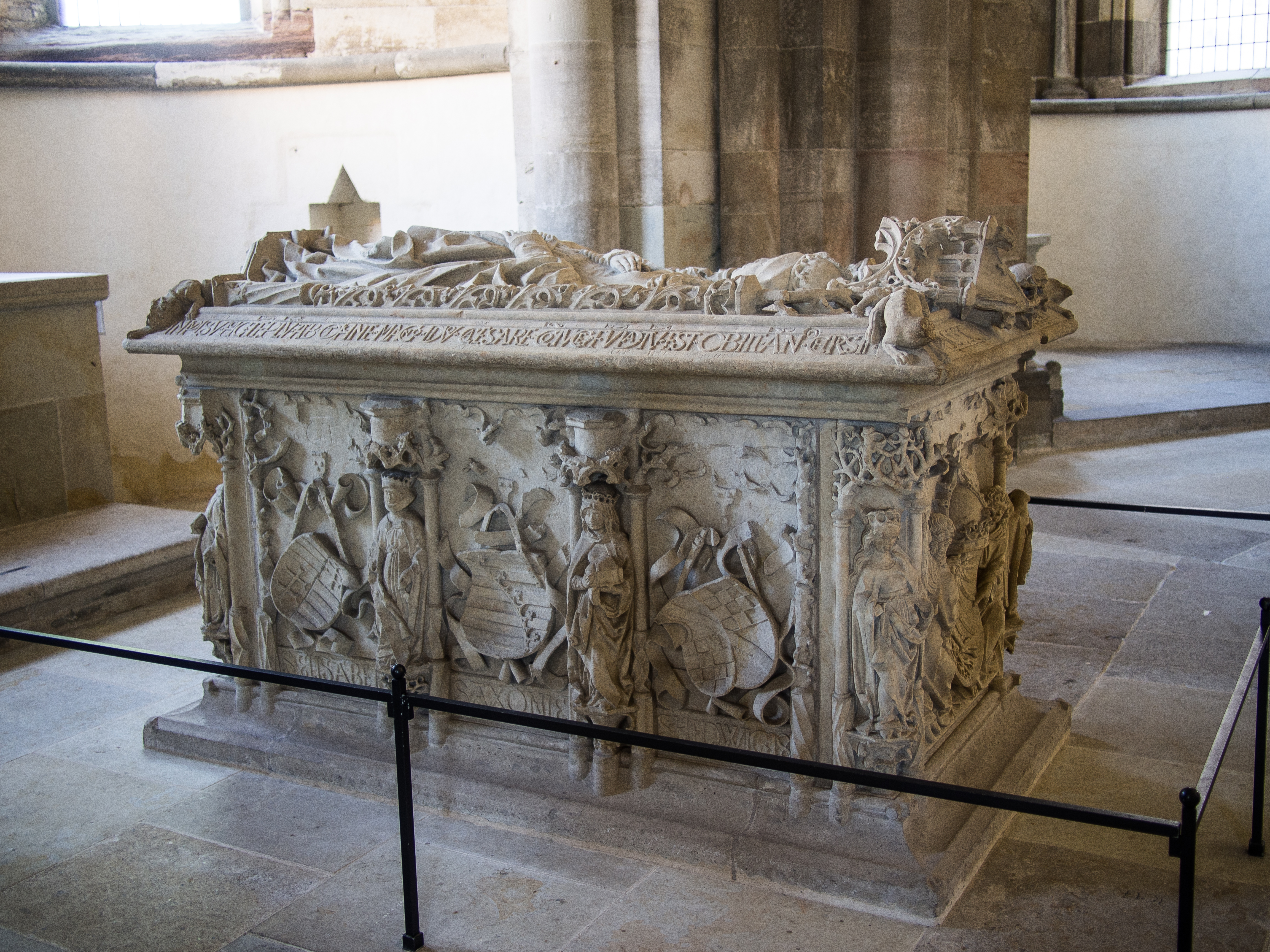
Grabmal von Edgitha

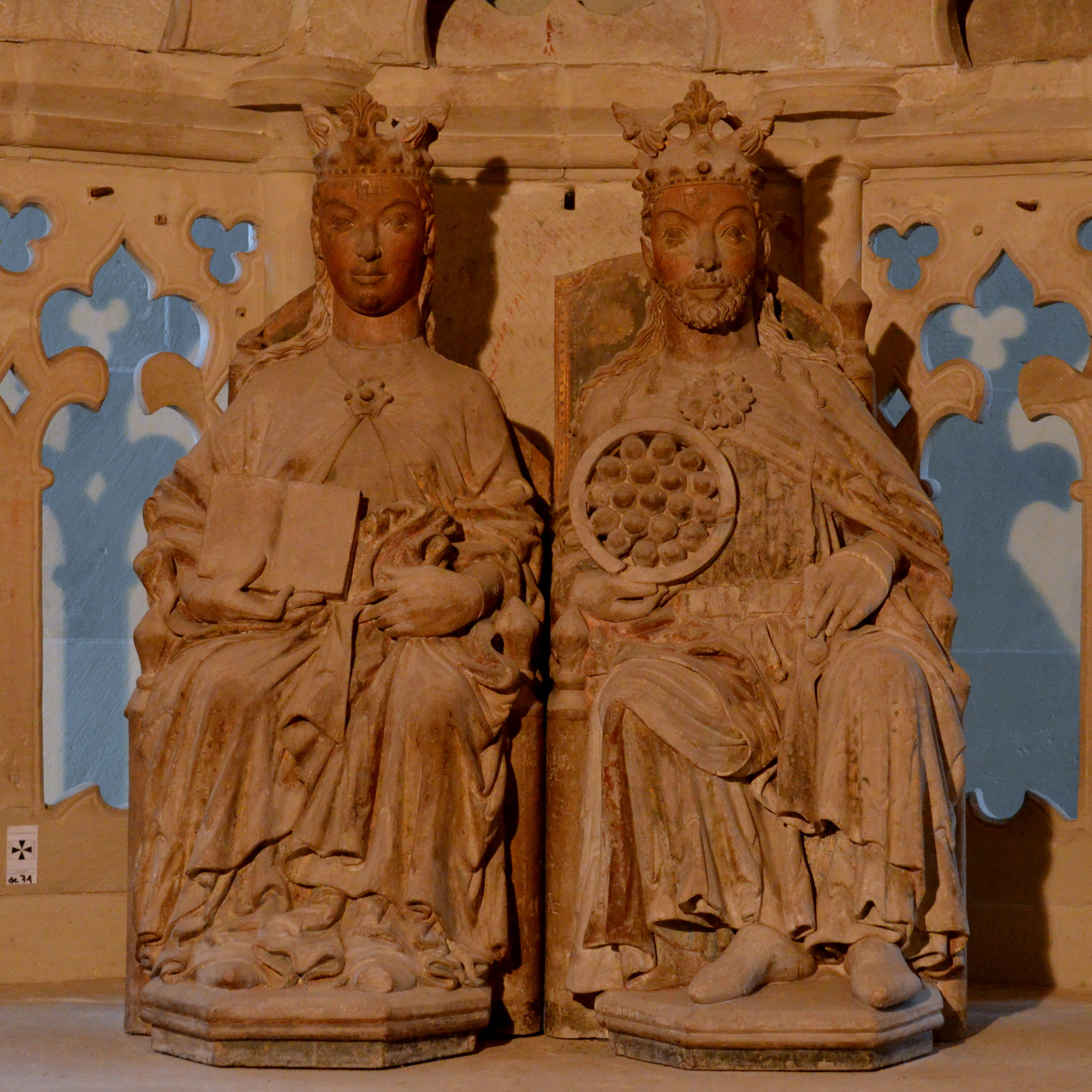
Gotische Statuen von Edgitha und Otto I. dem Großen

Edgitha wurde im Mauritiuskloster in Magdeburg beigesetzt, später jedoch mehrfach umgebettet. Im ab 1209 erbauten gotischen Magdeburger Dom ist sie im Jahre 1510 vor der östlichen Scheitelkapelle in einem steinernen Grabmal beigesetzt worden, welches bis in die jüngere Vergangenheit für ein Scheingrab gehalten wurde. Im November 2008 fanden Archäologen in diesem Schmucksarg einen 70 cm langen Bleisarg, der laut Inschrift die sterblichen Überreste der Königin Editha enthält:

“EDIT REGINE CINERES HIC SARCOPHAGVS HABET RECONDITOS SECVNDA
(IA)M RENOVACIONE HVIVS MONVMENTI FACTA SVB INCARNA/ [TI]
… VERBI CVRRENTIBVS ANNIS MILLESIMO QVINGENTESIMO DE
CIMO AD LAVDEM CHRISTI
REGIS SECVLORVM”

„DIE GEBORGENEN RESTE DER KÖNIGIN EDITH SIND IN DIESEM SARKOPHAG,
NACHDEM 1510 SCHON DIE ZWEITE ERNEUERUNG DIESES MONUMENTS GEMACHT
WORDEN IST IM LAUFE DER JAHRE SEIT DER FLEISCHWERDUNG DES WORTES.
ZUM RUHME CHRISTI,
DES KÖNIGS ALLER ZEITEN“

In einer umfassenden wissenschaftlichen Untersuchung konnten die fragmentierten und unvollständigen Gebeine Edgitha zugeordnet werden. Am 22. Oktober 2010 wurden ihre Gebeine in einen versilberten Titansarg gebettet und während einer Festveranstaltung im Steinsarkophag von 1510 neuerlich beigesetzt.
Ebenfalls im Magdeburger Dom befinden sich die gotischen Sitzfiguren eines thronenden Paares, die als Abbilder Edgithas und Ottos angesehen werden. Edgitha wurde aufgrund ihrer frommen Schenkungen lange Zeit wie eine Heilige verehrt.
In dem am 4. November 2018 eröffneten Dommuseum Ottonianum Magdeburg ist einer der Schwerpunkte der Edgitha gewidmet.

## Nachkommen
Edgitha hatte mit Otto I., König des Ostfrankenreiches, zwei Kinder:
- Liudolf (* 930; † 957), wurde Herzog von Schwaben, verlor 954 den Titel
- Liutgard (* 931; † 953), heiratete 947 Herzog Konrad den Roten und wurde die Stammmutter der Salier

(beide wurden im Stift St. Alban vor Mainz beigesetzt)